# Aniseed Valley
Aniseed Valley je území mezi regiony Tasman a Marlborough na severu Jižního ostrova Nového Zélandu. Oblastí protéká řeka Roding. Celková rozloha Aniseed Valley činí 57,21 km2 a při sčítání obyvatelstva z roku 2018 na jeho území žilo 492 obyvatel. Roku 1881 zde bylo objeveno ložisko měděné rudy, těžba však nebyla výnosná a k jejímu trvalému ukončení došlo v roce 1909. Z roku 1939 z Aniseed Valley pochází nepotvrzený záznam o pozorování sovky bělolící (Ninox albifacies), dnes již vyhynulého druhu původního novozélandského ptáka.